# نموذج العالمية - التنوع
إن نموذج العالمية - التنوع هو تحليل المواد البيولوجية اعتمادًا على عالمية وتنوع العناصر الهيكلية الأساسية الخاصة بتلك المواد وكذلك الآليات الوظيفية. وتشكل تحليلات الأنظمة البيولوجية القائمة على هذا التصنيف حجر الزاوية لـ علم الأحياء الحديث.
على سبيل المثال، تشكل البروتينات الوحدات البنائية الأساسية للعديد من المواد البيولوجية المتنوعة مثل الخلايا أو حرير العنكبوت أو العظام، حيث تقوم البروتينات بتخليق مواد فائقة القوة متعددة الوظائف من خلال التنظيم الذاتي للتركيبات في العديد من الأطوال وعبر العديد من الفترات الزمنية، بدءًا من النانو وحتى الماكرو. ويشيع وجود بعض الميزات التركيبية في العديد من الأنسجة المختلفة، أي أنها تكون محفوظة بدرجة كبيرة. وتضم أمثلة بعض الوحدات البنائية العالمية حلزات ألفا أو صفائح بيتا أو جزيئات تروبوكولاجين. على خلاف ذلك، تكون بعض الميزات خاصة جدًا ببعض أنواع الأنسجة مثل
تجمعات الفتائل والبلورة النانوية لصفائح بيتا في حرير العنكبوت أو حزم الأوتار. إن هذا التكيف للعالمية والتنوع المشار إليه بنموذج العالمية - التنوع يعد ميزة شاملة في المواد البيولوجية ومكون حيوي لـ علم دراسة المواد. ويمكن أن توفر أدلة على تطور المادة المستوحاة من الحيوية والمحاكية للحيوية، حيث تتم ترجمة هذا المفهوم إلى استخدام الوحدات البنائية غير العضوية أو هجين الوحدات البنائية العضوية-غير العضوية.